# Australian Open 2013/Herrendoppel-Rollstuhl
Das Herrendoppel (Rollstuhl) der Australian Open 2013 war ein Rollstuhltenniswettbewerb in Melbourne und fand vom 23. bis zum 26. Januar statt.
Titelverteidiger waren Robin Ammerlaan und Ronald Vink.

## Setzliste
| Nr. | Paarung                          | Erreichte Runde |
| --- | -------------------------------- | --------------- |
| 01. | Stéphane Houdet Ronald Vink      | Halbfinale      |
| 02. | Michaël Jeremiasz Shingo Kunieda | Sieg            |

## Ergebnisse
Zeichenerklärung
- Q = Qualifikant
- WC = Wildcard
- LL = Lucky Loser
- ITF = qualifiziert über ITF-Ranking
- ALT = alternate (Ersatz)
- PR = Protected Ranking
- SE = Special Exempt
- r = retired (Aufgabe)
- d = Disqualifikation
- w.o. = walkover
- [ ] = Match-Tie-Break

|  | Halbfinale | Halbfinale                         | Halbfinale | Halbfinale | Halbfinale |  |  | Finale | Finale                           | Finale | Finale | Finale |
|  |            |                                    |            |            |            |  |  |        |                                  |        |        |        |
|  |            |                                    |            |            |            |  |  |        |                                  |        |        |        |
|  | 1          | Stéphane Houdet Ronald Vink        | 4          | 6          |            |  |  |        |                                  |        |        |        |
|  |            | Adam Kellerman Stefan Olsson       | 6          | 7          |            |  |  |        |                                  |        |        |        |
|  |            |                                    |            |            |            |  |  |        | Adam Kellerman Stefan Olsson     | 0      | 1      |        |
|  |            |                                    |            |            |            |  |  | 2      | Michaël Jeremiasz Shingo Kunieda | 6      | 6      |        |
|  |            | Gustavo Fernández Maikel Scheffers | 3          | 2          |            |  |  |        |                                  |        |        |        |
|  | 2          | Michaël Jeremiasz Shingo Kunieda   | 6          | 6          |            |  |  |        |                                  |        |        |        |
|  |            |                                    |            |            |            |  |  |        |                                  |        |        |        |